# Mladen Mladenović
Mladen Mladenović (Rijeka, 13. rujna 1964.), bivši hrvatski nogometaš. 
Mladenović je upisao 19 nastupa i 3 pogotka za hrvatsku nogometnu reprezentaciju, od čega su najznačajniji nastupi na EURO-u 1996. u Engleskoj kada je Hrvatska dogurala do četvrtfinala. Mladenović je nastupio i 17. listopada 1990. godine u Zagrebu, u prvoj povijesnoj prijateljskoj utakmici hrvatske nogometne reprezentacije od uspostave neovisnosti protiv reprezentacije SAD-a, u kojoj je Hrvatska pobijedila 2:1. Klupska karijera također mu je bila uspješna. Nastupao je za tri velika hrvatska kluba - matičnu Rijeku, splitski Hajduk i zagrebački Dinamo. Kao igrač Rijeke je 1994. izabran za najboljeg igrača hrvatske lige. U inozemstvu je najuspješniji bio u austrijskom Salzburgu s kojim je dogurao i do finala Kupa UEFA.
Statistika u Hajduku
| Natjecanje        | Nastupi | Zgoditci |
| ----------------- | ------- | -------- |
| Prvenstvo         | 12      | 4        |
| Kup               | 2       | 1        |
| Superkup          | 0       | 0        |
| Međunarodne       | 0       | 0        |
| Splitski podsavez | 0       | 0        |
| Ukupno            | 14      | 5        |
| Prijateljske      | 4       | 3        |
| Sveukupno         | 18      | 8        |

Prvi službeni nastup za Bile mu je utakmica protiv zagrebačke Croatije, koja je završila s 2:0 za domaćina. Odigrao je svega 12 prvenstvenih utakmiva ali je na njima zabio 4 gola. Imao je i dva nastupa u kup utakmicama, a u polufinalu hrvatskog kupa u Varaždinu 1. travnja 1998. zabio je jedan gol Varteksu. Hajduk je ovu utakmicu ipak izgubio s 2:1.

## Vanjske poveznice
- Euro 96, Hrvatska nogometna reprezentacija  Arhivirana inačica izvorne stranice od 16. lipnja 2008. (Wayback Machine)